# Fittipaldi FD10
Fittipaldi FD10 – samochód Formuły 1 skonstruowany przez Fittipaldi w 1983 roku. Nigdy nie wziął udziału w wyścigu.

## Historia
Zespół Fittipaldi powstał w 1982 roku. W 1983 roku zespół podjął próbę zaprojektowania ciekawego aerodynamicznie bolidu. Projekt był nadzorowany przez Richarda Divila, a w dziale aerodynamiki pomagał wówczas młody Adrian Newey.